# Vecchio Bambino
Vecchio Bambino（ベッキオ・バンビーノ）は、岡山県内各地を舞台に開催される日本最大規模のチャリティー・クラシックカーイベントである。大会名称の「Vecchio Bambino」はイタリア語で「永遠の少年」を意味する。

## 概要
ベッキオ・バンビーノは地域の観光交流や被災地復興を目的に始まった。大会は15年の歴史を持ち、2025年には25回目の開催を迎える。通常、大会は2日間に渡って行われる。
- 開催時期：毎年春と秋の2回開催[1]
- 参加車両：主に1994年以前に製造されたヨーロッパ製のクラシックカーやスポーツカー、FIVA規定に基づく車両[1]

## 後援・協力
（2025年1月15日現在）
- 岡山県
- 岡山市
- 倉敷市
- 津山市
- 笠岡市
- 井原市
- 高梁市
- 新庄村
- 矢掛町
- 岡山県経済団体連絡協議会
- 岡山県商工会議所連合会
- 岡山県経営者協会
- 岡山経済同友会
- 岡山県中小企業団体中央会
- 岡山県商工会連合会
- 岡山商工会議所
- 倉敷商工会議所
- 児島商工会議所
- 玉島商工会議所
- 津山商工会議所
- 笠岡商工会議所
- 井原商工会議所
- 備前西商工会
- 公益社団法人岡山県観光連盟
- 公益社団法人おかやま観光コンベンション協会
- 美作国観光連盟
- 倉敷観光コンベンションビューロー
- 津山市観光協会
- 笠岡市観光協会
- 高梁市観光協会
- 山陽新聞社
- 社会福祉法人山陽新聞社会事業団
- RSK 山陽放送
- OHK 岡山放送
- TSC テレビせとうち